# Guérin, Lot-et-Garonne
Guérin är en kommun i departementet Lot-et-Garonne i regionen Nouvelle-Aquitaine i sydvästra Frankrike. Kommunen ligger i kantonen Bouglon som tillhör arrondissementet Marmande. År 2022 hade Guérin 247 invånare.

## Befolkningsutveckling
Antalet invånare i kommunen Guérin
| Referens: INSEE |